# 露伊莎·哈努娜

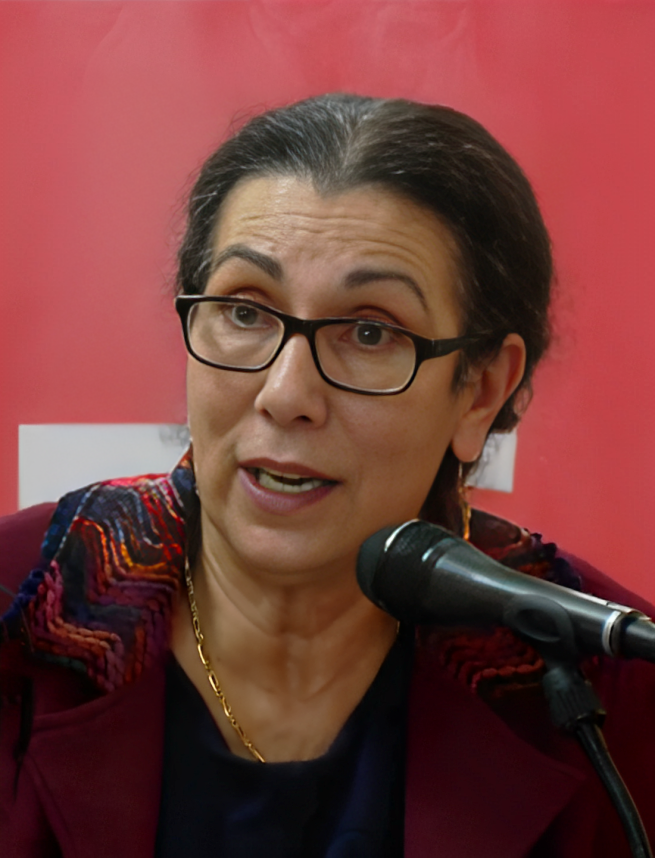
露伊莎·哈努娜，2018年

露伊莎·哈努娜（阿拉伯语：‎；1954年4月7日—），阿尔及利亚政治家，现任工人党总书记兼发言人。2004年，她成为竞选阿尔及利亚总统的第一位女性。她出生于舍克法，毕业于安纳巴大学。